# عارف حاجیلی
عارف حاجیلی (ترکی آذربایجانی: Arif Hacılı؛ زادهٔ ۲۲ ژانویهٔ ۱۹۶۲) سیاست‌مدار اهل جمهوری آذربایجان و از رهبران حزب مساوات است.

## زندگی‌نامه
عارف حاجیلی در سال ۱۹۶۲ در روستای یوخاری تالا در شهرستان زاقاتالا زاده شد. وی از دانشکده روزنامه‌نگاری دانشگاه دولتی باکو فارغ‌التحصیل شد. وی در ۱۹۸۳ تا ۱۹۸۸ به عنوان سردبیر در ایستگاه رادیویی زاقاتالا مشغول به فعالیت بود. وی از رهبران جنبش استقلال‌طلبانه جمهوری آذربایجان بود. او در سال‌های ۱۹۹۰-۱۹۹۵ عضو شورای عالی جمهوری آذربایجان و عضو پارلمان جمهوری آذربایجان بود. وی در سالهای ۱۹۹۱-۱۹۹۲ رئیس هیئت عالی PFA بود. او در زمان‌های مختلف معاون امور حزب مساوات در امور سازمانی بود. وی به عنوان مشاور ایالتی در زمینه کنترل اراضی در زمان ابوالفضل ایلچی‌بیگ در سال‌های ۱۹۹۲-۱۹۹۳ منصوب شد. او چندین بار در زمان حکومت الهام علی‌اف دستگیر شد. او رئیس دفتر اجرایی حزب مساوات و یکی از اعضای عالی حزب بوده است.